# Colantonio

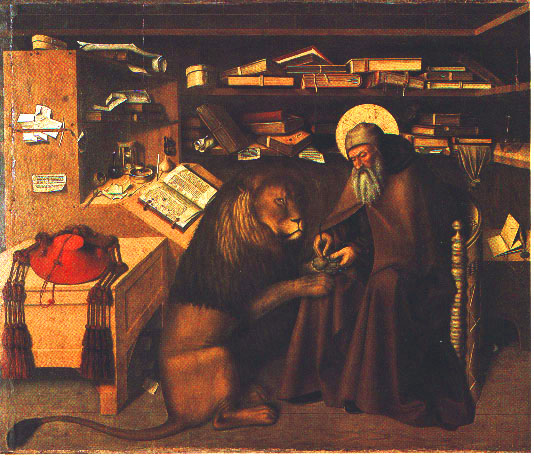
San Gerolamo, werk van Colantonio, geexposeerd in het Museo di Capodimonte in Napels

Colantonio, een naam samengesteld uit de voornamen Niccolò Antonio (circa 1420 – Napels, circa 1460) was een Italiaans kunstschilder en leermeester van Antonello da Messina.
- RKD-Nederlands Instituut voor Kunstgeschiedenis: 17600
- Union List of Artist Names: 500013389
- Virtual International Authority File: 95762783